# Inga bangii
Inga bangii är en ärtväxtart som beskrevs av Hermann August Theodor Harms. Inga bangii ingår i släktet Inga och familjen ärtväxter. Inga underarter finns listade i Catalogue of Life.